# Ardh Satya
Ardh Satya (Hindi: अर्द्ध सत्य, arddh satya; übersetzt: Halbe Wahrheit) ist ein Hindi-Film von Govind Nihalani aus dem Jahr 1983.

## Handlung
Anant Velankar nimmt seinen Beruf als Polizist sehr ernst und hält sich strikt an die Regeln. Auch sein Vater war ein aufrichtiger Polizeibeamter.
Während seiner Arbeit kommt Anant mit den korrupten Arbeitsmethoden seiner Kollegen in Berührung: Es scheint, dass Rama Shetty, ein bekannter Politiker, in einen Mord verwickelt ist. Nachdem Anant auch Beweise dafür hat, will er Rama verhaften. Doch Anant ist machtlos und befindet sich in einem Dilemma: Einerseits fordern einige korrupte Polizisten die Freilassung von Rama, andererseits möchte Anant nur die Pflichten seines Berufes erfüllen.
Er ist ständig frustriert und lässt, zum Ärger seiner Freundin Jyothna, seine Wut an anderen aus. Obwohl er das Beispiel des zum Alkoholwrack herabgesunkenen Ex-Polizisten Lobo kennt, schlägt Anant in einem frustrierenden Moment einen gefangenen Kleinkriminellen zu Tode und wird daraufhin suspendiert. Aber Anant kann und will die Suspendierung nicht akzeptieren und wendet sich an Rama – eine schwierige Entscheidung, wenn Anants Zukunft zwischen Wahrheit und Lüge steht. Während der Unterhaltung fühlt sich Anant nicht verstanden und erwürgt Rama. Anschließend verlässt er das Gebäude und stellt sich der Polizei.

## Hintergrund
Der Film entstand nach einer Kurzgeschichte von S. D. Panwalkar. Er steht in der Tradition des New Indian Cinema und vereint mit Om Puri, Smita Patil, Amrish Puri und Naseeruddin Shah führende Vertreter dieser Filmbewegung.

## Auszeichnungen
Filmfare Award 1984
- Filmfare Award/Bester Film an Manmohan Shetty und Pradeep Uppoor
- Filmfare Award/Beste Regie an Govind Nihalani
- Filmfare Award/Bestes Drehbuch an Vijay Tendulkar
- Filmfare Award/Beste Story an S. D. Panwalkar
- Filmfare Award/Bester Nebendarsteller an Sadashiv Amrapurkar

Internationales Filmfestival Karlovy Vary (1984)
- Bester Hauptdarsteller an Om Puri; geteilt mit Agustín González für Bicicletas son para el verano, Las

National Film Award (1984)
- National Film Award/Bester Hauptdarsteller an Om Puri